# Wupatki nationalmonument

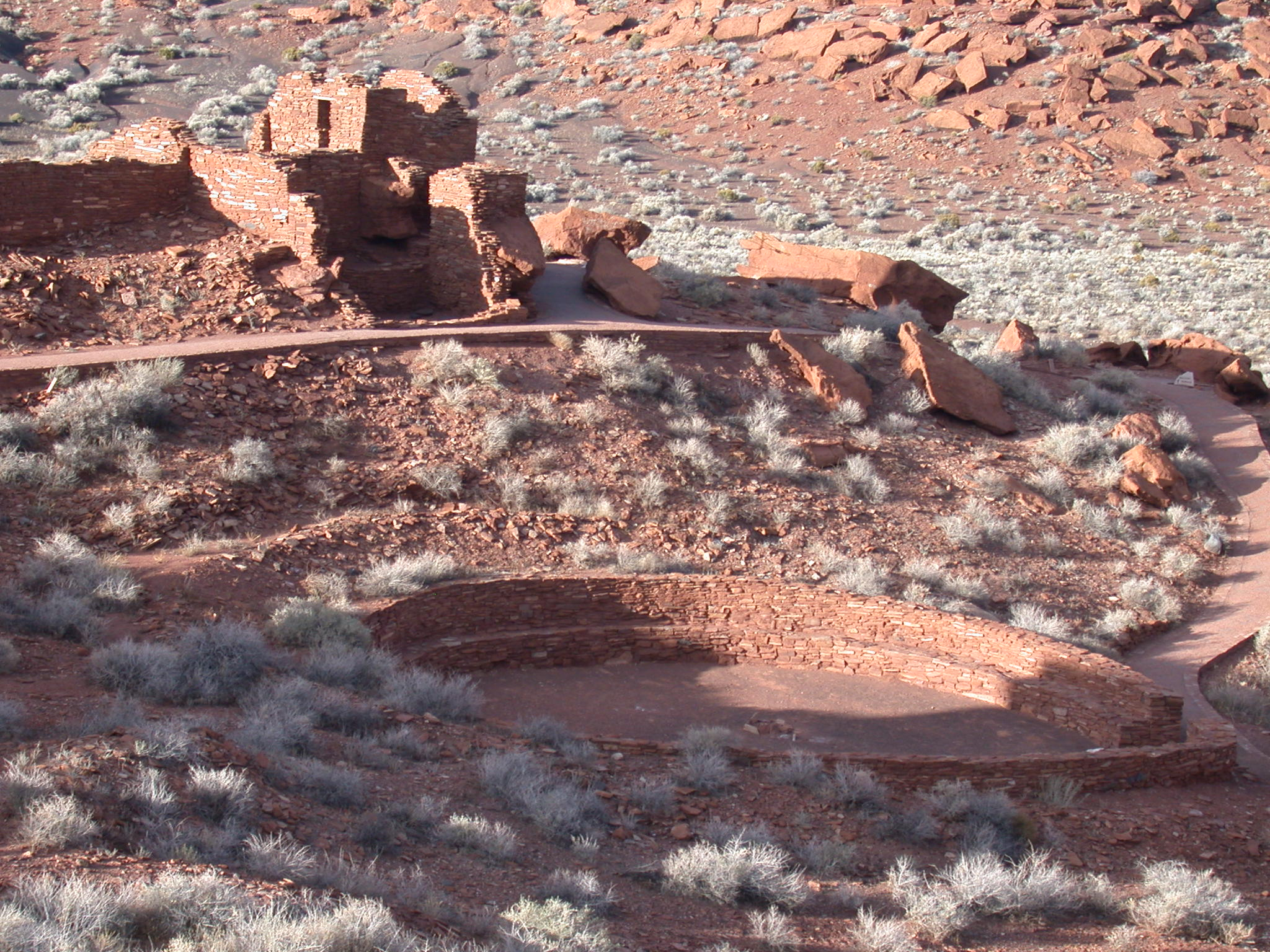
Wupatki nationalmonument

Wupatki nationalmonument ligger i delstaten Arizona i USA. Mitt på en het och ofruktbar platå ligger ett flertal ruiner av pueblo-hus. Man tror att detta var ett av de större samhällena på 1200-talet.
Ligger i närheten av Sunset Crater Volcano nationalmonument.